# 인제대학교
인제대학교(仁濟大學校, Inje University)는 대한민국 경상남도 김해시와 부산광역시 부산진구의 사립 대학이다. 
설립이념은 '인술제세(仁術濟世), 인덕제세(仁德濟世)'로서, '인술로써 세상을 구하고, 어짊과 덕으로 세상을 구한다'는 뜻을 담고 있다. 1979년 3월 개교하였다. 8개의 단과대학과 1개의 독립학과, 1개의 대학원, 4개의 특수대학원이 설립되어 있다.

## 연혁
- 1941년 1월 : 경성의학전문학교(서울의대 전신) 외과 주임교수 백인제 박사가 지금의 서울백병원 위치에서 '백인제외과병원' 개원
- 1946년 12월 : 한국 최초 민립공익법인 백병원 설립
- 1972년 3월 : 종합병원 서울백병원 개원
- 1979년 3월 : 인제의과대학 개교
- 1979년 6월 : 부산백병원 개원
- 1981년 11월 : 경남 김해시 어방동에 교지 12만평 확보
- 1983년 8월 : 학교법인 인제학원 발족
- 1983년 9월 : 인제대학으로 교명 변경 및 김해캠퍼스로 이전
- 1988년 11월 : 종합대학 인제대학교로 승격
- 1989년 8월 : 상계백병원 개원
- 1993년 9월 : 경영대학원 설립 인가
- 1995년 10월 : 교육대학원 설립 인가
- 1998년 3월 2일 : 백인제기념도서관(지상 6층 4,203평), 본관(지상15층, 2,317 평) 준공
- 1999년 11월 2일 : 사회복지대학원 신설
- 1999년 12월 10일 : 일산백병원 개원
- 2000년 2월 : 디자인연구소 설립
- 2000년 8월 : 신축학군단 건물 준공식 (3층 421평)
- 2001년 7월 : 학과 신설 및 개편

- 학과신설 : 나노공학과, 특수교육학과
- 증원 : 임상병리학과(야간)
- 디자인학부를 자연과학대학에서 독립학부로 개편
- 수학과·물리학과 석사과정 통합 및 컴퓨터응용과학과로 명칭 변경
- 전자공학과를 전자정보통신공학과로 명칭 변경
- 첨단산업기술대학원 전공 신설
- 경영대학원 국제통상학과와 지역산업경제학과를 통합하여 경제통상학과로 명칭변경

- 2001년 9월 : 특수교육학과 설립 인가
- 2001년 10월 : 국제올림픽문화교류연구소, 나노기술응용연구소 설립
- 2002년 3월 : 의생명공학동 준공(지하 1층, 지상 12층 연면적 4,065평 규모)
- 2002년 5월 : 인현재 고시원 - 정산재 개원
- 2002년 10월 : 대학원 나노공학과, 산업시스템공학과 신설, 경영대학원 행정학과 신설
- 2002년 12월 : 학과 신설 및 개편

- 학과신설 : 유아교육과, 음악학과
- 단과대학 신설 : 디자인대학
- 정원 증원 : 특수교육과, 경영학부, 디자인학부
- 정원 감원 : 정보컴퓨터공학부, 전자정보통신공학부
- 학부(과) 명칭 변경 : 공과대학 신소재공정공학부를 신소재공학부로, 정보컴퓨터공학부를 컴퓨터공학부로, 광공학과와 나노공학과를 나노공학부로, 의생명공학대학 식품과학부를 식품생명과학부로, 산업안전보건학과를 보건안전공학과로 명칭 변경

- 2003년 3월 : 혜촌 김학수 기념박물관(160평) 개관
- 2003년 7월 : 중소기업 디자인상품화지원센터를 부설기관으로 직제 신설
- 2003년 8월 : 인제대학교 의과대학 연구동 개관 (지상 11층, 연건평 1500여평), 부산백병원 부설 김해국제공항의원 개원식

- 2003년 10월 : 학과 개편

- 학과명칭 및 단과대학 변경 : 신소재공학부를 첨단소재과학과(자연과학대학)와 제약공학과(공과대학)으로 분리 변경
- 학부(과) 명칭 변경 : 환경시스템학부를 환경공학부로, 산업시스템공학과를 시스템경영공학과로 학부(과)명 변경
- 정원 증원 : 컴퓨터공학부, 나노공학부
- 정원 감원 : 의예과, 경영통상학과(야간)

- 2004년 1월 : 산학협력단 신설
- 2004년 3월 : 제2공학관 및 바이오텍 빌리지 기공식 (제 2공학관 : 지하2층, 지상 7층, 연면적 3,138평 / 바이오텍 빌리지 : 지하 2층, 지상 11층, 연면적 3,450평)
- 2005년 2월 : 기초대학 신설
- 2006년 3월 : 2007학년도 모집단위 분리 및 행정부서 직제 및 명칭 개편, 노인건강전략개발연구소, 인제대학교 기술이전센터 설립

- 사회복지·가족소비자학과군 → 사회복지학과, 가족소비자학과
- 보건행정학부 → 행정학과, 보건행정학과
- 학과명칭 변경 : 국어국문학과에서 한국학부로, 가족소비자학과에서 생활상담복지학부로 명칭 변경
- 부서명칭 변경 : 기획사업처 → 기획처
- 직제 및 명칭변경 : 디지털정보기술처 → 디지털정보원
- 부서통합 : 교수학습개발센터 → 교무처
- 유학리더십센터 → 인적자원개발처

- 2006년 6월 : 인제대학교박물관 설립
- 2006년 9월 : 의생명공학원 내 방사선방재센터 설립
- 2007년 9월 : 부속기관 한국어문화교육원 설립
- 2008년 3월 : 경영교육인증센터, 부설연구소 인간환경미래연구원 설립, 부설연구기관 6대연구원 폐지 및 통·폐합
- 2009년 5월 1일 : 2010학년도 모집단위 분리 및 개편

- 언론정치학부를 신문방송학과, 정치외교학과로 분리모집
- 학과증원 : 경영학부, 기계자동차공학부
- 학과감원 : 법학과, 컴퓨터공학부

- 2009년 9월 1일 : 발전협력실 신설
- 2010년 2월 : 교육과학기술부 약학대학 신설대학 선정
- 2010년 3월 : 인제대학교 해운대백병원 개원
- 2010년 4월 : 인제대학교 백병원 아프가니스탄 바그람 한국병원 운영
- 2011년 9월 : 알레르기호흡기연구소, 임상감정인지기능연구소 설립
- 2011년 10월 : 약학과 증원
- 2011년 11월 : 인제대신문사, 교육방송국을 인제미디어센터로 통합
- 2012년 3월 : 공학교육혁신센터 설립(인제공학교육연구센터 폐지)
- 2012년 6월 : 이태석신부기념실 개관
- 2012년 10월 : 부설연구기관 동북아교류협력연구원 신설
- 2012년 11월 : 부설연구기관 국제개발협력연구원 신설
- 2013년 9월 : 음악대학원 신설
- 2014년 9월 : 대학원 학과 명칭 변경 (중국학과 → 한중통번역학과, 데이터정보학과 → 통계학과)
- 2015년 3월 : 행정부서 직제 및 명칭 개편, 교육대학원 역사교육전공, 환경교육전공, 일어교육전공 폐지

- 부서 통합 : 학생복지처, 취업진로처 → 학생취업처
- 부서 명칭 변경 : 대외교류처 → 국제교류처
- 부서 신설 : 대외협력실
- 부설기관 교육역량강화사업단 폐지

- 2015년 5월 : 인제약학연구소 신설
- 2015년 9월 : 교무처 교수학습개발센터 → 교수학습개발원으로 승격
- 2015년 10월 : 대학창조일자리센터 개소
- 2015년 12월 : 직영식당 ‘다인’ 부산캠퍼스점 개관
- 2016년 3월 : 산업기술융합대학원 신설
- 2016년 8월: 행정부서 직제 학부교육혁신처, 소프트웨어교육원, 융복합인증센터 신설

- 2017년 1월
  - 듀얼공동훈련센터지원사업 선정
  - 직제 신설
  - 중국 청도 청도푸드웰식품유한공사와 산학협력협약 체결
- 2017년 2월
  - 2017년 K-Move스쿨 일본 IT과정 선정
  - 직제 신설
  - 2016학년도 전기 학위수여식(학사 2,110명, 석사 160명, 박사 27명)
  - 교육부 교육국제화역량 인증대학 선정
  - 김해도시재생지원센터, 주식회사 수필림과 김해시 원도심 활성화를 위한 산학협력협약 체결
  - 경상남도 청년해외인턴사업 선정
- 2017년 3월 : 학과 신설 폐지 변경
  - 직제신설
- 2017년 4월
  - 교육부 주관 사회맞춤형산학협력선도대학(LINC+)육성사업(산학협력 고도화형)선정
- 2017년 6월 : 교육부 국제협력선도대학육성‧지원사업 후속사업(2년)선정
- 2017년 8월 : 2016학년도 후기 학위수여식(박사 34명, 석사 220명, 학사 295명)
- 2018년 1월
  - 창업지원단 신설
  - PRIME 의생명공학관 준공(지하 1층, 지상 8층 연면적 7,596.76m2)
- 2018년 2월 : 2017학년도 전기 학위수여식(학사 1,964명, 석사 379명, 박사 68명)
- 2018년 3월 : 2018학년도 모집단위 개편
- 2018년 4월 : 2018년 청해진대학 운영기관 선정(베트남 디자인 CAD 전문가 양성과정)
- 2018년 6월 : 2018년도 결핵정밀맞춤 과학기술통신부 선도연구센터사업선정
- 2018년 7월 : 경남도립미술관과 경남문화예술발전 위한 업무협약식 체결
- 2018년 12월 : 제7대 총장 김성수(金晟銖)박사 취임
- 2019년 2월 : 2018학년도 전기 학위수여식(학사 1,959명, 석사 184명, 박사 37명)
- 2019년 3월
  - 2019학년도 모집단위 개편
  - 리버럴아츠칼리지(i-LAC) 단과대학 설립
- 2019년 6월 : 간호학과 한국간호교육평가원 시행 간호교육 인증평가 5년 인증 획득
- 2019년 8월
  - 2018학년도 후기 학위수여식(학사 288명, 석사 226명, 박사 32명)
  - 2016년 인증대학 인증자격 모니터링 인증기준 충족
- 2019년 9월 : 인제대학교 제8대 총장 전민현(全民鉉) 박사 취임
- 2019년 10월 : 2019년 K-MOVE스쿨 운영기관 선정(일본 카티아 기계설계 전문가 양성과정)
- 2019년 12월
  - 말레이시아 UiTM(University of Teknologi Mara) 학술교류협정 체결
  - 사이버교육지원센터 신설

- 부서 통합 : 학생복지처, 취업진로처 → 학생취업처
- 부서 명칭 변경 : 대외교류처 → 국제교류처
- 부서 신설 : 대외협력실, 학부교육혁신처, 소프트웨어교육원, 융복합인증센터
- 폐지 : 교육대학원 역사교육전공, 환경교육전공, 일어교육전공, 부설기관 교육역량강화사업단
- 직영식당 ‘다인’ 부산캠퍼스점 개관(110석)
- 산업기술융합대학원 신설(정원 40명)
- 리버럴아츠칼리지(i-LAC) 단과대학, 인제약학연구소 설립

- 2020년 1월 : 부설연구소 개소-스마트마린테라퓨틱스센터
- 2020년 2월 
  - 2019학년도 전기 학위수여식(학사 1,881명, 석사 114명, 박사 43명)
  - 부설기관 개소-지역연계협력강화센터, 인제음악예술교육센터, 인제지역공헌뉴딜센터
  - 2020년 김해시 지역산업맞춤형일자리창출지원사업(지역 중소기업 구인구직 매칭 활성화 사업) 선정
- 2020년 3월
  - 교육부 주관 교육국제화역량 인증제 선정
  - 통일부 주관 2019년 ‘통일교육 선도대학’ 선정
  - 부설연구소 신설- IU영어평가연구원
  - 2020학년도 모집단위 개편
  - 과학기술정보통신부 주관 ‘경남김해강소연구개발특구‘ 지정
- 2020년 5월 : 중소벤처기업부 창업진흥원 주관 2020년 메이커활성화 ‘메이커 스페이스 사업’ 선정
- 2020년 6월
  - 김해문화재단과 지역 문화 콘텐츠 개발 및 문화교류를 위한 업무협약식 체결
  - 백인제기념도서관 ‘지역사연구자료실’ 개실
  - 청소년 지식 · 정보 교류 및 인프라 구축 다자간 업무 협약(MOU)
- 2020년 7월
  - 총장 직속 기구‘지역연계협력본부’신설
  - 교육부 주관 한국형 온라인 공개강좌(K-MOOC)운영사업 선정
- 2020년 8월 : 2019학년도 후기 학위수여식(학사 257명, 석사 206명, 박사 39명)
- 2020년 9월
  - 창업지원단 대학본부 승격
  - 대학교육혁신처 내 ‘비교과교육지원센터’ 신설
- 2020년 10월 : 고용노동부 한국산업인력공단 IPP형 일학습병행사업 재선정(3년)
- 2020년 11월 : 4단계 BK(두뇌한국)21 사업(3개 교육연구단) 최종 선정(7년)
- 2020년 12월
  - 한국대학교육협의회 부설 한국교양기초교육원 주관 2020년도 대학교양교육컨설팅 최우수 개선대학 선정
  - 백인제기념도서관 DDRU융복합스튜디오 개실
- 2021년 1월
  - 2021년도 대학교 국제개발협력 이해증진 사업 선정
  - 인제의대, 의학교육평가인증 6년 인증 획득(2021.3.1.~2027.2.28.)
- 2021년 2월
  - 행정부서 직제 개편
    - - 부설기관 CDIO교육센터를 교무처 하부조직으로 개편
    - - 대학교육혁신처 사이버교육지원센터를 원격교육지원센터로 변경

  - 경남도-김해시-경남개발공사 1+1 도시개발 시범사업 업무 협약
  - 교육부 진로탐색학점제 지원사업 선정
  - 김해시 청년허브 ‘김해청년다옴’ 위탁기관 선정
  - 2021 박물관 문화가 있는 날 사업 선정
  - 2021년도 자율형 산학연 협의체 공모사업 선정
  - 2020학년도 전기 학위수여식(학사 1,893명, 석사 195명, 박사 36명)
- 2021년 3월 : 2021학년도 모집단위 개편
- 2021년 4월 : 직제폐지
- 2021년 5월 :직제 신설
- 2021년 7월 : 과학기술일자리진흥원 주관 ’지역산업연계 대학 Open-Lab 육성지원 사업‘ 선정
- 2021년 8월 
  - 대학원 석사과정 인문학과 폐지
  - 대학원 학과간 협동과정 석사과정 AI 융합로봇학 신설
  - 020학년도 후기 학위수여식(학사 247명, 석사 175명, 박사 8명)
  - 직제신설
- 2021년 9월 
  - 교육대학원 간호교육 전공 신설
  - 산업융합대학원 차문화학과 신설
  - 직제 명칭 변경 - (총장직속기구 지역연계협력본부 하부조직) 평생교육원 → 미래교육원
  - 문화재청 2022년도 생생문화재 사업 선정
  - 주식회사 아우름플래닛(LINER)과 업무협약 체결
- 2021년 12월
  - 육군학생군사학교 2021년 인력획득 우수학군단 선정
- 2022년 1월 
  - 육군학생군사학교 2022년 동계입영훈련 소대전투, 체력우수 학군단 선정
  - 직제 폐지, 직제신설
- 2022년 2월
  - 2021학년도 전기 학위수여식(학사 1,860명, 석사 132명, 박사 30명)
  - 직제폐지
- 2022년 3월
  - 2022학년도 입학정원 1,895명
  - 학과명칭변경, 학과 분리, 직제신설, 직제폐지, 직제변경, 직제분리
  - 교육부 2022년 대학혁신지원사업 1차년도 협약
- 2022년 3월 
  - 직제 명칭 변경
  - 과학기술정보통신부 주관 2022년 창의융합형 공학인재양성지원사업 선정
- 2022년 4월
  - 직제신설
  - 과학기술일자리진흥원 주관 ’대학기술경영촉진사업‘ 선정
  - 과학기술정보통신부 주관 2022년 SW중심대학 ‘특화트랙’ 선정
- 2022년 5월
  - 직제명칭변경
  - 직제신설
- 2022년 6월
  - 교육부 주관 2022년 부처 협업형 인재양성사업 ‘신산업 분야 지식재산 융합인재 양성사업’ 선정
  - 교육부 주관 2022년 부처 협업형 인재양성사업 ‘반도체전공트랙’ 선정
  - 직제신설, 직제변경
- 2022년 7월
  - 한국건축학교육인증원(KAAB)의 건축학교육 최초인증 최고등급 5년 획득
- 2022년 8월
  - 2021학년도 후기 학위수여식(학사 223명, 석사 187명, 박사 34명)
- 2022년 9월
  - 대학원 석사과정 경제학과 폐과, 가족소비자학과 폐과, 특수교육과 폐과
- 2022년 12월
  - 직제 신설, 직제폐지, 직제변경
- 2023년 2월
  - 김해시-인제대학교-가야대학교-김해대학교-김해상공회의소 대학생현장실습학기제 활성화사업 업무 협약 체결
  - 직제폐지
- 2023년 3월
  - 2023학년도 입학정원 1,704명(모집인원 1,623명)
  - 학과명칭 변경, 학과신설, 직제신설

- 학과명칭 변경

(의용공학부→의공학부/바이오테크놀로지학부→바이오테크놀로지학과/헬스케어IT학과→헬스케어IT공학과/식품생명과학부→식품영양‧식품공학부/토목도시환경공학부→건설환경공학부), (의생명화학과→방사선화학과/경제통상학과→국제통상학과, 바이오테크놀로지학과→의생명공학과/디자인엔지니어링학과→컴퓨터디자인과/헬스케어IT공학과→의료‧헬스케어IT공학과)
- 학과 분리

(경영학부→경영학과, 경제통상학과)
- 학과 소속 변경

(사회과학대학 경영학부, 국제경상학부→경영대학 경영학부, 국제경상학부)
- 학과신설

(경찰‧행정학과/자유전공학부/법학과/재난방재학과/반려동물보건학과/웹툰영상학과/문화콘텐츠학과)
- 모집단위 폐지(국제어문학부, 공공인재학부, 인문문화학부, 건설환경공학부)
- 모집단위 분리(AI융합대학→컴퓨터공학과, AI빅데이터학부)
- 일반대학원 명칭변경 : 화학과 -> 방사선융합화학과
- 일반대학원 학과통폐합 : 컴퓨터응용과학과 -> 컴퓨터공학과, 융합의과학 -> 의학과
- 교육대학원 전공신설 : 한국어교육전공
- 교육대학원 학과폐지 : 국어교육전공
- 산업융합대학원 학과신설 : 방사선안전공학과

- 직제 신설

(대학본부) 대외국제처(국제교류과, 대외협력과, 한국어문화교육원, 외국인유학생지원센터), 인제대학교 대학혁신지원사업단,교양교육연구소, 안전보건관리본부(중대재해예방센터, 연구실안전관리센터), 3단계 산학연협력 선도대학 육성사업단(LINC3.0), SW중심대학사업단,지역연계센터, 대학혁신지원사업단
- 직제 폐지

국제교류처, 미래발전협력실, 김해발전전략연구원, IU영어평가연구원, 인제드론교육개발원, 인제어린이집, 메스메티카기술교육센터, 자유학기제사업단, 국제교육원
- 직제변경

입학홍보처 → 입학처
한국어문화교육원 → (대학본부 대외국제처) 한국어문화교육원
현장실습지원센터 → (특별사업기구 LINC+사업단) 현장실습지원센터
운영지원실 → (대학본부 창업지원단) 창업지원센터
- 직제 분리

학생취업처 → 학생복지처, 취업진로처
- 직제 명칭 변경

대학일자리센터 → 대학일자리플러스센터
방재연구센터 → 연구실안전관리센터
(부설기관) 연구실안전관리센터 → (총장직속 안전보건관리본부) 연구실안전관리센터
- 대학원 석사과정 경제학과 폐과, 가족소비자학과 폐과, 특수교육과 폐과

## 총장
- 이윤구
- 6대 故 차인준 (2014년 9월 ~ 2018년 12월)
- 7대 故 김성수 (2019년 1월 ~ 2019년 9월)
- 8대-9대 전민현 (2019년 9월 24일 ~ 현재)

## 같이 보기
- 인제대학교 상계백병원
- 인제대학교 일산백병원
- 인제대학교 부산백병원
- 인제대학교 해운대백병원
- 백인제